# Batrisodes ionae
Batrisodes ionae är en skalbaggsart som först beskrevs av Leconte 1849.  Batrisodes ionae ingår i släktet Batrisodes och familjen kortvingar. Inga underarter finns listade i Catalogue of Life.